# Villa Mettlen

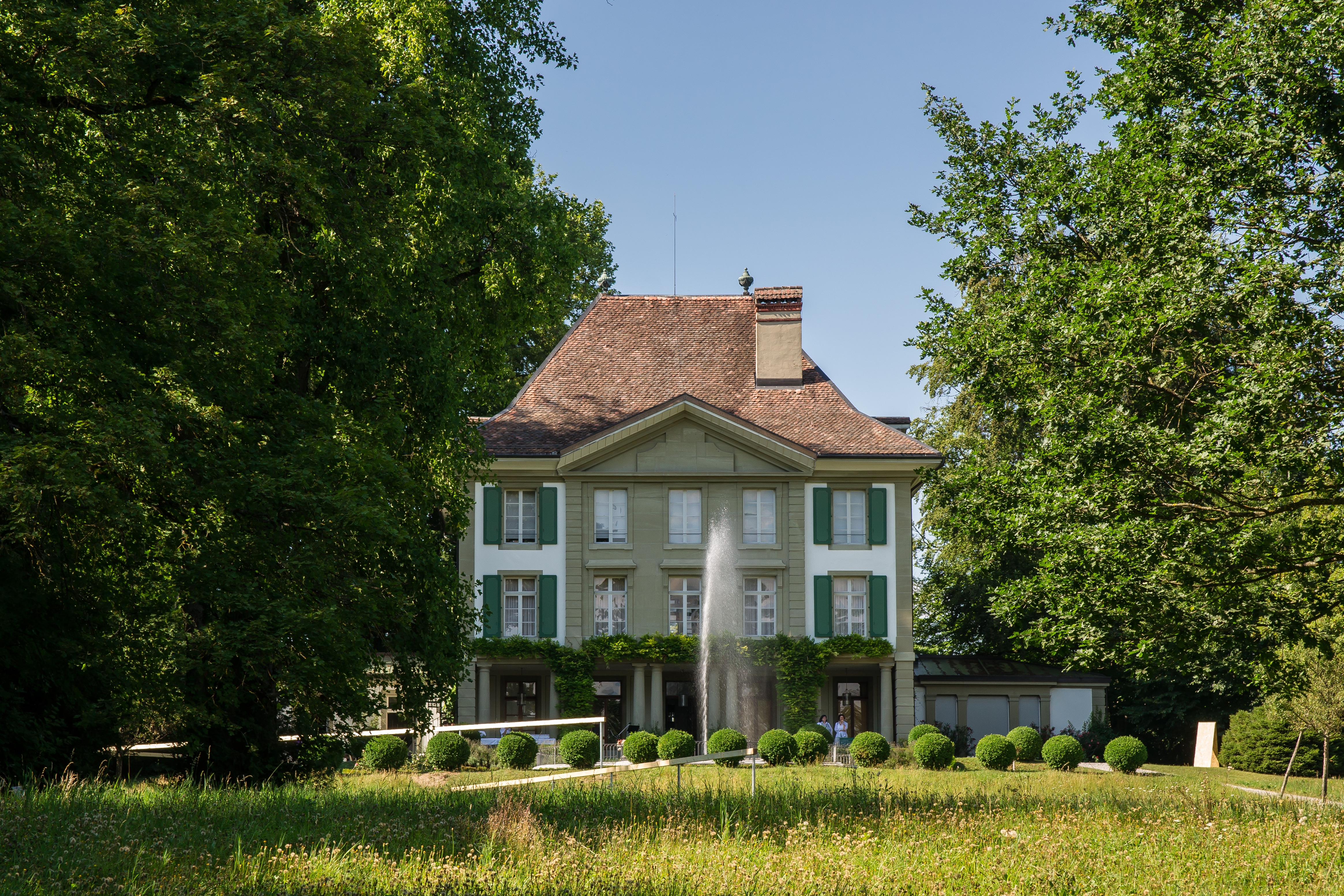
Villa Mettlen (2013).

Die Villa Mettlen ist ein Landsitz in der Gemeinde Muri bei Bern im Kanton Bern. Das Gebäude ist als schützenswertes Kulturgut des Kantons Bern geführt.

## Geschichte
Das Mettlengut wird urkundlich erstmals 1650 erwähnt. Der erste Gutsherr hiess Samuel Ougspurger und war mit Jacqueline von Graffenried vermählt. Etwa 1750 baute Johann Albrecht Steiger den Herrschaftssitz aufwändig und kunstsinnig aus. Neben einigen anderen Besitzern hat ihm vor allem Graf Karl Friedrich von Pourtalès seinen Stempel aufgedrückt. In den 1960er-Jahren erwarb die Gemeinde Muri – entsprechend dem Wunsch des bisherigen Besitzers César Gustav Tauber – die Villa und gestaltete sie zum Begegnungs- und Kulturzentrum um. Seit 1970 ist das Gebäude Sitz der Musikschule Muri-Gümligen. Das Erdgeschoss und die Gewölbekeller werden auch für private Anlässe vermietet.

## Baubeschreibung
Klassizistische Villa mit Putzfassade und Sandsteingliederung und hohem Walmdach. Die nord- und südseitigen fünfachsigen Fassaden haben einen dreiachsigen Mittelrisalit mit darüber einem Giebel, der im Norden ein Segmentbogen, südseitig zum Garten aber ein Dreiecksgiebel ist. Das Erdgeschoss zum Garten hat ein Peristyl mit toskanischen Säulen. Die beiden Nebengebäude wurden zu Beginn der 1950er abgebrochen, der parkähnliche Garten ist noch vorhanden.